# 徳島市コミュニティセンター
徳島市コミュニティセンター（とくしましコミュニティセンター）は、徳島市が各地区に整備している、会議室、調理室、ホール、和室などを備えており、市民が趣味、娯楽、各種会合、講習会、スポーツ、調理実習などの各種活動に利用できる拠点施設（コミュニティセンター）である。略称を「コミセン」という。
指定管理者は、各地域のコミュニティ協議会、所管課は徳島市市民環境部市民協働課である。

## 徳島市コミュニティセンターの一覧
以下の27か所のコミュニティセンターがある。（2019年4月1日現在）
- 一宮コミュニティセンター
- 渭東コミュニティセンター
- 渭北コミュニティセンター
- 内町コミュニティセンター
- 内町コミュニティセンター・アミコ館
- 応神コミュニティセンター
- 沖洲コミュニティセンター
- 勝占中部コミュニティセンター
- 勝占東部コミュニティセンター
- 上八万コミュニティセンター
- 加茂コミュニティセンター
- 加茂名コミュニティセンター
- 北井上コミュニティセンター
- 国府コミュニティセンター
- 佐古コミュニティセンター
- 昭和コミュニティセンター
- 丈六コミュニティセンター
- 住吉・城東コミュニティセンター
- 多家良中央コミュニティセンター
- 津田コミュニティセンター
- 西富田コミュニティセンター
- 入田コミュニティセンター
- 八万コミュニティセンター
- 八万中央コミュニティセンター
- 東富田コミュニティセンター
- 不動コミュニティセンター
- 南井上コミュニティセンター